# UFC Fight Night: Machida vs. Muñoz
UFC Fight Night: Machida vs. Muñoz (ou UFC Fight Night 30) foi um evento de MMA promovido pelo Ultimate Fighting Championship. O evento foi realizado na cidade de Manchester, e foi sediado na Manchester Arena. O evento foi transmitido na Fox Sports 2 nos EUA e no Canal Combate no Brasil.

## Background
O evento teria na luta principal a luta entre tops da categoria dos médios, o inglês Michael Bisping e o americano Mark Muñoz. Porém, em 27 de Setembro uma lesão no olho tirou Bisping da luta, sendo substituído pelo brasileiro Lyoto Machida, que enfrentaria Tim Kennedy no UFC: Fight for the Troops 3.
O co-evento principal será a luta entre os leves Ross Pearson e Melvin Guillard.
O britânico Tom Watson era esperado para enfrentar o italiano Alessio Sakara neste evento, mas uma lesão o forçou a se retirar do card e ser substituído pelo sueco Magnus Cedenblad.
O inglês Paul Taylor era esperado para enfrentar o nigeriano Anthony Njokuani, mas uma lesão o forçou a ser retirado do card e ser substituído pelo norte-americano Al Iaquinta.
Com a lesão do nigeriano Anthony Njokuani, o americano Al Iaquinta agora enfrenta o polonês Piotr Hallmann.
O sueco Magnus Cedenblad foi escalado como novo oponente de Alessio Sakara, mas uma lesão o forçou a deixar o card, e sendo substituído pelo também sueco e estreante Nico Musoke.
Mike Wilkinson era esperado para enfrentar Jimy Hettes no evento, porém uma lesão fez Wilkinson se retirar da luta. Seu substituto foi o estreante escocês Robert Whiteford.

## Bônus da Noite
- Luta da Noite (Fight of the Night):  Luke Barnatt vs.  Andrew Craig
- Finalização da Noite (Submission of the Night):  Nico Musoke
- Nocaute da Noite (Knockout of the Night):  Lyoto Machida